# 富山県道145号極楽寺郷柿沢線
富山県道145号極楽寺郷柿沢線（とやまけんどう145ごう ごくらくじごうかきざわせん）は、富山県中新川郡上市町内を通る一般県道である。

## 概要

### 路線データ
- 起点：富山県中新川郡上市町極楽寺（富山県道46号上市北馬場線交点）
- 終点：富山県中新川郡上市町郷柿沢字旭田（富山県道3号富山立山魚津線交点）
- 実延長：3,867m

## 沿革
- 1960年（昭和35年）4月23日 - 認定[1]

## 地理

### 通過する自治体
- 富山県中新川郡上市町

### 接続する道路
- 富山県道46号上市北馬場線（起点：上市町極楽寺）
- 富山県道146号五位尾上中町線（上市町広野）
- 富山県道3号富山立山魚津線（終点：上市町郷柿沢字旭田）

### 周辺
- 上市町立南加積小学校
- 富士化学工業 郷柿沢工場